# Lac Caopatina
Le lac Caopatina est un plan d'eau douce de la partie sud-est du territoire de Eeyou Istchee Baie-James (municipalité), en Jamésie, dans la région administrative du Nord-du-Québec, dans la province de Québec, au Canada.
La foresterie constitue la principale activité économique du secteur. Les activités récréotouristiques arrivent en second.
Le bassin versant du lac Caopatina est accessible grâce à la route forestière R1032 (sens Nord-Sud). La surface du lac Caopatina est habituellement gelée du début novembre à la mi-mai, toutefois la circulation sécuritaire sur la glace se fait généralement de la mi-novembre à la mi-avril.

## Géographie
Ce lac comporte une longueur de 16,7 km, une largeur maximale de 5,1 km et une altitude de 365 m. Le lac Caopatina comporte de nombreuses baies, presqu’îles et îles. Six étroites et longues presqu’îles partent de la rive Nord en s’étirant vers le Sud-Ouest vers le centre du lac, dont la plus longue est de 4,6 km. Le lac comporte un archipel d’îles dans la partie sud-est. La rivière Caopatina (affluent de la rivière Waswanipi) traverse sur 5,9 km vers l’Ouest la partie nord-est du lac Caopatina.
Le lac Caopatina s’approvisionne du côté Est par la rivière Opawica, du côté Sud par la rivière Roy et du côté Ouest par la décharge d’un ensemble de petits lacs.
L’embouchure de ce lac Caopatina est localisé au fond d’une baie au Nord-Ouest à :
- 3,9 km à l’est du lac des Vents (rivière Opawica) ;
- 155,2 km au sud-ouest du centre-ville de Chibougamau ;
- 34,4 km au sud-est du centre du village de Chapais (Québec) ;
- 87,2 km à l’est du centre du village de Waswanipi ;
- 75,3 km au nord du réservoir Gouin ;
- 170 km au nord-est de Lebel-sur-Quévillon[1].

Les principaux bassins versants voisins du lac Caopatina sont :
- côté nord : rivière Irène, lac Fancamp, rivière Chibougamau, lac Chibougamau ;
- côté est : rivière Opawica, lac d’Eu, lac Nemenjiche, lac Rohault ;
- côté sud : rivière Roy, lac Surprise (rivière Roy), rivière Cawcot ;
- côté ouest : lac des Vents (rivière Opawica), rivière Opawica, lac Doda.

## Toponymie
D'origine innue ou crie, cet hydronyme signifierait « lac entre deux falaises ». Le toponyme Lac Caopatina est indiqué sur divers documents cartographiques au moins depuis 1927. Jadis, ce plan d’eau était désigné sous diverses formes toponymiques : Kaopatina, Kaopatnaginsckao et Lac de l'Épinette Rouge.
Le toponyme "Lac Caopatina" a été officialisé le 5 décembre 1968 par la Commission de toponymie du Québec, soit lors de sa création.